# Kwon So-hyun
Pour les articles homonymes, voir Kwon (homonymie).
Dans ce nom coréen, le nom de famille, Kwon, précède le nom personnel.
Kwon So-hyun (coréen : 권소현) est une chanteuse, rappeuse et danseuse sud-coréenne, née le 30 août 1994 à Séoul. Elle est surtout connue comme ancienne membre du girl group 4Minute, sous le label de la Cube Entertainment, dans lequel elle était la maknae (plus jeune membre). Avant ses débuts avec le groupe, So-hyun avait de petits rôles dans divers dramas, et a été membre du groupe d'enfants Orange, qu'elle a quitté en fin d'année 2005.
Sa carrière a vraiment été lancée en juin 2009, lorsqu'elle a rejoint les 4Minute, avec leur tout premier single Hot Issue. Kwon So-hyun est aussi une ancienne stagiaire de la JYP Entertainment.

## Biographie
Elle a fait ses études dans les universités Kumho Junior High School et Pungmoon Girls' High School à Séoul.
Kwon So-hyun fait ses débuts de chanteuse dans le girl group Orange en 2005, où elle n'avait que 12 ans et était en 5e. Le groupe ne sort qu'un album, We Are Orange, avec la chanson titre Our Star. La bande disparaît en fin d'année 2005, à la suite de cyberintimidation et de nombreux anti-fans.
À son arrivée à l'université, elle commence à faire des enregistrements dans des académies musicales. So-hyun rencontre à ce moment-là un représentant du label musical Cube Entertainment, qui l'implante en tant que stagiaire dans l'agence pendant deux mois. Elle prend alors la place de Soyu (du girl group Sistar), qui devait normalement faire partie au début des 4Minute.

## Filmographie

### Cinéma
- 2019 : Birthday : Eun Bin

### Séries télévisées
| Année | Titre                                 |
| ----- | ------------------------------------- |
| 2019  | The Secret Life of My Secretary       |
| 2005  | Sweet Buns (apparition)               |
| 2005  | Love in Magic (apparition)            |
| 2004  | Woolla Boolla Blue Jjang (apparition) |
| 2004  | Lovers in Paris (apparition)          |
| 2004  | Jang Gil San (apparition)             |
| 2003  | Jewel in the Palace (apparition)      |

### Apparition dans des clips
| Année | Chanson          | Artiste(s) | Rôle      |
| ----- | ---------------- | ---------- | --------- |
| 2012  | Driving Me Crazy | Teen Top   | Elle-même |